# قصرین
قصرین (به لاتین: Katzrin) یک منطقهٔ مسکونی در منطقه بلندی‌های جولان، اراضی سوری تحت اشغال اسرائیل است. قصرین ۳۳۹ متر بالاتر از سطح دریا واقع شده‌است.